# Яноу, Скотт
Скотт Яноу (англ. Scott Yanow; род. 4 января 1957, Нью-Йорк) — американский джазовый обозреватель, историк и писатель.

## Биография
Яноу родился в Нью-Йорке и вырос недалеко от Лос-Анджелеса.
С 1974 года он был постоянным рецензентом многих джазовых изданий и джазовым редактором в Record Review. Он писал для многих журналов о джазе и искусстве, включая JazzTimes, Jazziz, Down Beat, Cadence, Coda и Los Angeles Jazz Scene. В сентябре 2002 года Яноу дал интервью на камеру CNN о джазовом фестивале в Монтерее и написал подробную биографию Диззи Гиллеспи для AllMusic. Он автор 12 книг о джазе, более 900 заметок к компакт-дискам и более 20 000 обзоров джазовых записей.
Яноу был автором и соредактором третьего издания All Music Guide to Jazz. Он продолжает писать для Downbeat, Jazziz, Los Angeles Jazz Scene, Syncopated Times, Jazz Artistry Now, Jazz Rag и New York City Jazz Record.
Яноу выпустил серию компакт-дисков для звукозаписывающего лейбла Allegro. Он также вел радиошоу (Jazz After Hours) на KCSN-FM и работал редактором списков джаза в Los Angeles Times.